# 1996年夏季奧林匹克運動會游泳比賽
1996年夏季奧林匹克運動會游泳比賽於1996年7月20日至7月26日在美國亞特蘭大的佐治亞理工學院水上運動中心舉行。總共有來自117個國家和地區的762名運動員參加比賽。此次奧運會也是最後一屆設有游泳B組決賽的奧運會。

## 獎牌榜
| 排名 | 国家／地区        | 金牌 | 银牌 | 铜牌 | 總數 |
| ---- | ----------------- | ---- | ---- | ---- | ---- |
| 1    | 美国（USA）       | 13   | 11   | 2    | 26   |
| 2    | 俄罗斯（RUS）     | 4    | 2    | 2    | 8    |
| 3    | 匈牙利（HUN）     | 3    | 1    | 2    | 6    |
| 4    | 爱尔兰（IRL）     | 3    | 0    | 1    | 4    |
| 5    | （AUS）           | 2    | 4    | 6    | 12   |
| 6    | 南非（RSA）       | 2    | 0    | 1    | 3    |
| 7    | 新西兰（NZL）     | 2    | 0    | 0    | 2    |
| 8    | 中国（CHN）       | 1    | 3    | 2    | 6    |
| 9    | 比利时（BEL）     | 1    | 0    | 0    | 1    |
| 9    | 哥斯达黎加（CRC） | 1    | 0    | 0    | 1    |
| 11   | 德国（GER）       | 0    | 5    | 7    | 12   |
| 12   | 巴西（BRA）       | 0    | 1    | 2    | 3    |
| 12   | 加拿大（CAN）     | 0    | 1    | 2    | 3    |
| 14   | 英国（GBR）       | 0    | 1    | 1    | 2    |
| 14   | 古巴（CUB）       | 0    | 1    | 1    | 2    |
| 16   | 芬兰（FIN）       | 0    | 1    | 0    | 1    |
| 16   | 瑞典（SWE）       | 0    | 1    | 0    | 1    |
| 18   | 荷兰（NED）       | 0    | 0    | 2    | 2    |
| 19   | 意大利（ITA）     | 0    | 0    | 1    | 1    |

## 各項成績

### 男子
| 项目              | 金牌 | 金牌         | 银牌 | 银牌     | 铜牌 | 铜牌     |
| 50米自由式        | 亚历山大·波波夫 · 俄罗斯（RUS）                                                                                                 | 22.13        | 小加里·霍尔 · 美国（USA） | 22.26    | 费尔南多·谢雷尔 · 巴西（BRA）                                                                                           | 22.29    |
| 100米自由式       | 亚历山大·波波夫 · 俄罗斯（RUS）                                                                                                 | 48.74        | 小加里·霍尔 · 美国（USA） | 48.81    | 古斯塔沃·博尔赫斯 · 巴西（BRA）                                                                                         | 49.02    |
| 200米自由式       | 达尼恩·洛德 · 新西兰（NZL） | 1:47.63      | 古斯塔沃·博尔赫斯 · 巴西（BRA） | 1:48.08  | 丹尼尔·科瓦尔斯基 · （AUS）                                                                                             | 1:48.25  |
| 400米自由式       | 达尼恩·洛德 · 新西兰（NZL） | 3:47.97      | 保罗·帕尔默 · 英国（GBR） | 3:49.00  | 丹尼尔·科瓦尔斯基 · （AUS）                                                                                             | 3:49.39  |
| 1500米自由式      | 基伦·珀金斯 · （AUS） | 14:56.40     | 丹尼尔·科瓦尔斯基 · （AUS） | 15:02.43 | 格雷姆·史密斯 · 英国（GBR）                                                                                             | 15:02.48 |
| 100米仰式         | 杰夫·劳斯 · 美国（USA） | 54.10        | 鲁道夫·法尔孔 · 古巴（CUB） | 54.98    | 内塞尔·本特 · 古巴（CUB）                                                                                               | 55.02    |
| 200米仰式         | 布拉德·布里奇沃特 · 美国（USA）                                                                                                 | 1:58.54      | 特里普·施文克 · 美国（USA） | 1:58.99  | 埃马努埃莱·梅里西 · 意大利（ITA）                                                                                       | 1:59.18  |
| 100米蛙式         | 弗雷德里克·德比格拉夫 · 比利时（BEL）                                                                                           | 1:00.65      | 杰里米·林 · 美国（USA） | 1:00.77  | 马克·瓦内克 · 德国（GER）                                                                                               | 1:01.33  |
| 200米蛙式         | 罗饶·诺贝特 · 匈牙利（HUN） | 2:12.57      | 居特勒·卡罗伊 · 匈牙利（HUN） | 2:13.03  | 安德烈·科尔涅夫 · 俄罗斯（RUS）                                                                                         | 2:13.17  |
| 100米蝶式         | 丹尼斯·潘克拉托夫 · 俄罗斯（RUS）                                                                                               | 52.27 (WR)   | 斯科特·米勒 · （AUS） | 52.53    | 弗拉迪斯拉夫·库利科夫 · 俄罗斯（RUS）                                                                                   | 53.13    |
| 200米蝶式         | 丹尼斯·潘克拉托夫 · 俄罗斯（RUS）                                                                                               | 1:56.51      | 汤姆·马尔乔 · 美国（USA） | 1:57.44  | 斯科特·古德曼 · （AUS）                                                                                                 | 1:57.48  |
| 200米混合式       | 采奈·奥蒂洛 · 匈牙利（HUN） | 1:59.91 (OR) | 亚尼·谢维宁 · 芬兰（FIN） | 2:00.13  | 柯蒂斯·迈登 · 加拿大（CAN）                                                                                             | 2:01.13  |
| 400米混合式       | 汤姆·多兰 · 美国（USA） | 4:14.90      | 埃里克·纳梅斯尼克 · 美国（USA） | 4:15.25  | 柯蒂斯·迈登 · 加拿大（CAN）                                                                                             | 4:16.28  |
| 4×100米自由式接力 | 美国（USA） · 乔恩·奥尔森 · 乔希·戴维斯 · 布拉德·舒马赫 · 小加里·霍尔 · 戴维·福克斯* · 斯科特·塔克*                             | 3:15.41      | 俄罗斯（RUS） · Roman Yegorov · 亚历山大·波波夫 · Vladimir Predkin · 弗拉基米尔·佩什伦科 · Denis Pimankov*                                          | 3:17.06  | 德国（GER） · 克里斯蒂安·特勒格尔 · Bengt Zikarsky · Björn Zikarsky · 马克·平格 · 亚历山大·吕德里茨*                    | 3:17.20  |
| 4×200米自由式接力 | 美国（USA） · 乔希·戴维斯 · 乔·赫德波尔 · 布拉德·舒马赫 · 瑞安·贝鲁布 · 乔恩·奥尔森*                                            | 7:14.84      | 瑞典（SWE） · 克里斯特·瓦林 · 安德斯·霍尔默茨 · 拉尔斯·弗勒兰德 · Anders Lyrbring                                                                   | 7:17.56  | 德国（GER） · 艾莫·海尔曼 · 克里斯蒂安·凯勒 · 克里斯蒂安·特勒格尔 · 斯特芬·策斯纳 · Konstantin Dubrovin* · 奥利弗·兰珀* | 7:17.71  |
| 4×100米混合式接力 | 美国（USA） · 杰夫·劳斯 · 杰里米·林 · 马克·亨德森 · 小加里·霍尔 · 乔希·戴维斯* · 库尔特·格罗特* · 约翰·哈吉斯* · 特里普·施文克* | 3:34.84 (WR) | 俄罗斯（RUS） · Vladimir Selkov · Stanislav Lopukhov · 丹尼斯·潘克拉托夫 · 亚历山大·波波夫 · Roman Ivanovsky* · Vladislav Kulikov* · Roman Yegorov* | 3:37.55  | （AUS） · 史蒂文·杜伊克 · 菲尔·罗杰斯 · 斯科特·米勒 · 迈克尔·克利姆 · Toby Haenen*                                      | 3:39.56  |

WR = 世界紀錄

OR = 奧運紀錄

*僅參加了預賽但仍拿到獎牌的接力比賽選手。

### 女子
| 项目              | 金牌 | 金牌         | 银牌 | 银牌    | 铜牌 | 铜牌    |
| 50米自由式        | 埃米·范戴肯 · 美国（USA） | 24.87        | 乐靖宜 · 中国（CHN）                                                                                                  | 24.90   | 桑德拉·弗尔克尔 · 德国（GER）                                                                                | 25.14   |
| 100米自由式       | 乐靖宜 · 中国（CHN） | 54.50        | 桑德拉·弗尔克尔 · 德国（GER）                                                                                         | 54.88   | 安杰尔·马蒂诺 · 美国（USA）                                                                                  | 54.93   |
| 200米自由式       | 克劳迪娅·波尔 · 哥斯达黎加（CRC） | 1:58.16      | 弗兰齐斯卡·范阿尔姆齐克 · 德国（GER）                                                                                 | 1:58.57 | 达格玛·哈泽 · 德国（GER）                                                                                    | 1:59.56 |
| 400米自由式       | 米歇尔·史密斯 · 爱尔兰（IRL） | 4:07.25      | 达格玛·哈泽 · 德国（GER）                                                                                             | 4:08.30 | 克斯汀·弗利赫伊斯 · 荷兰（NED）                                                                              | 4:08.70 |
| 800米自由式       | 布鲁克·本内特 · 美国（USA） | 8:27.89      | 达格玛·哈泽 · 德国（GER）                                                                                             | 8:29.91 | 克斯汀·弗利赫伊斯 · 荷兰（NED）                                                                              | 8:30.84 |
| 100米仰式         | 贝丝·博茨福德 · 美国（USA） | 1:01.19      | 惠特妮·赫奇佩思 · 美国（USA）                                                                                         | 1:01.47 | 玛丽安娜·克里尔 · 南非（RSA）                                                                                | 1:02.12 |
| 200米仰式         | 埃盖尔赛吉·克里斯蒂娜 · 匈牙利（HUN） | 2:07.83      | 惠特妮·赫奇佩思 · 美国（USA）                                                                                         | 2:11.98 | 凯思琳·伦德 · 德国（GER）                                                                                    | 2:12.06 |
| 100米蛙式         | 彭妮·海恩斯 · 南非（RSA） | 1:07.73      | 阿曼达·比尔德 · 美国（USA）                                                                                           | 1:08.09 | 萨曼莎·赖利 · （AUS）                                                                                        | 1:09.18 |
| 200米蛙式         | 彭妮·海恩斯 · 南非（RSA） | 2:25.41 (OR) | 阿曼达·比尔德 · 美国（USA）                                                                                           | 2:25.75 | 科瓦奇·阿格奈什 · 匈牙利（HUN）                                                                              | 2:26.57 |
| 100米蝶式         | 埃米·范戴肯 · 美国（USA） | 59.13        | 刘黎敏 · 中国（CHN）                                                                                                  | 59.14   | 安杰尔·马蒂诺 · 美国（USA）                                                                                  | 59.23   |
| 200米蝶式         | 苏茜·奥尼尔 · （AUS） | 2:07.76      | 彼得里娅·托马斯 · （AUS）                                                                                             | 2:09.82 | 米歇尔·史密斯 · 爱尔兰（IRL）                                                                                | 2:09.91 |
| 200米混合式       | 米歇尔·史密斯 · 爱尔兰（IRL） | 2:13.93      | 玛丽安娜·利姆帕特 · 加拿大（CAN）                                                                                     | 2:14.35 | 林莉 · 中国（CHN）                                                                                           | 2:14.74 |
| 400米混合式       | 米歇尔·史密斯 · 爱尔兰（IRL） | 4:39.18      | 艾利森·瓦格纳 · 美国（USA）                                                                                           | 4:42.03 | 埃盖尔赛吉·克里斯蒂娜 · 匈牙利（HUN）                                                                        | 4:42.53 |
| 4×100米自由式接力 | 美国（USA） · 安杰尔·马蒂诺 · 埃米·范戴肯 · 凯瑟琳·福克斯 · 珍妮·汤普森 · 莉萨·雅各布* · 梅拉妮·瓦莱里奥*                                     | 3:39.29      | 中国（CHN） · 乐靖宜 · 晁娜 · 年芸 · 单莺                                                                             | 3:40.48 | 德国（GER） · 桑德拉·弗尔克尔 · Simone Osygus · 安特耶·布施舒尔特 · 弗兰齐斯卡·范阿尔姆齐克 · 迈克·弗赖塔格* | 3:41.48 |
| 4×200米自由式接力 | 美国（USA） · 特丽娜·杰克逊 · 克里斯蒂娜·托伊舍 · 希拉·陶尔米纳 · 珍妮·汤普森 · 莉萨·雅各布* · Annette Salmeen* · 阿什莉·惠特尼*              | 7:59.87      | 德国（GER） · 弗兰齐斯卡·范阿尔姆齐克 · 克斯廷·基尔加斯 · Anke Scholz · 达格玛·哈泽 · 迈克·弗赖塔格* · Simone Osygus* | 8:01.55 | （AUS） · 朱莉娅·格雷维尔 · 妮科尔·史蒂文森 · 埃玛·约翰逊 · 苏茜·奥尼尔 · Lise Mackie*                       | 8:05.47 |
| 4×100米混合式接力 | 美国（USA） · 贝丝·博茨福德 · 阿曼达·比尔德 · 安杰尔·马蒂诺 · 埃米·范戴肯 · 凯瑟琳·福克斯* · 惠特妮·赫奇佩思* · 克丽丝廷·匡斯* · 珍妮·汤普森* | 4:02.88      | （AUS） · 妮科尔·史蒂文森 · 萨曼莎·赖利 · 苏茜·奥尼尔 · 萨拉·瑞安 · 海伦·登曼* · 安杰拉·肯尼迪*                       | 4:05.08 | 中国（CHN） · 陈艳 · 韩雪 · 蔡慧珏 · 单莺                                                                    | 4:07.34 |

WR = 世界紀錄

OR = 奧運紀錄

*僅參加了預賽但仍拿到獎牌的接力比賽選手。